# William Thompson (pirata)
William Thompson (marzo 1785 – Caraibi, 1850) è stato un pirata inglese.
Non si sarebbe saputo completamente nulla di questo pirata se non avesse sepolto il famoso tesoro dell'Isola del Cocco. Comunque non si sa nulla sui primi anni della sua carriera.

## Biografia

### Il suo tesoro
Nel 1820 William nascose il proprio tesoro, il cosiddetto Bottino di Lima. Lo nascose sull'isola del Cocco e, visto che era di proprietà degli spagnoli, questi decisero di andare a riprenderselo. Catturarono l'equipaggio e tutti vennero impiccati, tranne William e un altro membro dell'equipaggio. I due non vennero giustiziati a patto che rivelassero la collocazione del tesoro. Una volta sull'isola, però, i due fuggirono e, dopo una settimana, gli spagnoli se ne andarono per mancanza di cibo. Qualche mese dopo una nave inglese approdò sull'isola e li portò in salvo.

### Ritiro dalla pirateria e morte
Poi William continuò la sua carriera come marinaio ma, durante uno dei suoi viaggi, incontrò un navigatore olandese di nome John Keating. Insieme tornarono a casa di William dove vissero per tre mesi. Poi William, ormai in punto di morte, decise di rivelare la posizione precisa del suo tesoro. Infine morì in casa propria, di vecchiaia.